# Aleksije Raul
Aleksije Raul (Ἀλέξιος Ῥαούλ; ? – o. 1258.) bio je grčki plemić iz obitelji Raul. Služio je kao general Nicejskom Carstvu.
Bio je potomak moćne obitelji koja je imala mnogo zemlje te je vjerojatno bio sin Konstantina Raula. Aleksije („branitelj“) oženio je nećakinju cara Ivana III. Duke Vataca. Ona mu je rodila Ivana, Manuela, Izaka i kćer.
Aleksije je bio protovestijar te je zapovijedao trupama u Makedoniji. 1242. je krenuo u Solun protiv tamošnjeg vladara Ivana Komnena Duke.
Tijekom vladavine cara Teodora II. Laskarisa, Aleksije je dosta patio jer je car prezirao plemiće i uzdignuo je svog miljenika Georgija.
Nakon smrti tog cara, Aleksije je podržao budućeg vladara Mihaela VIII. Paleologa.